# Will Ferdy
Werner Ferdinande, noto con lo pseudonimo Will Ferdy (Gand, 9 marzo 1927 – Anversa, 8 novembre 2022), è stato un cantante e cabarettista belga. Originario delle Fiandre, divenne famoso con brani come Christine, Belijdenis, De stervende, Ziede gij me gere e Het Schrijverke, basato sulla poesia omonima di Guido Gezelle. Fu un punto di riferimento per la comunità LGBT, essendo stato il primo personaggio pubblico fiammingo a dichiarare apertamente la propria omosessualità.

## Biografia
Un collega suggerì a Ferdinande il suo nome d'arte: "Scegli Will, perché lo vuoi tanto." Werner Ferdinande inizialmente scelse Will Ferry, ma poco dopo divenne Will Ferdy. Iniziò la sua carriera come cantante professionista nel 1948. Con Ziede Gij Me Gere ottenne il primo successo nel 1951. Ferdy era noto anche come comico. Nel 1953 avviò i suoi primi spettacoli cabaret, impersonando personaggi come "Flup il postino" e "Peterke e Pepe" (in seguito "Peterke e Pol").
Nel 1970 suscitò scalpore dichiarando pubblicamente di essere omosessuale, diventando il primo artista fiammingo a farlo. Nelle stagioni 1974-1975 e 1975-1976 condusse gli spettacoli di Bobbejaan Schoepen a Bobbejaanland, registrando anche alcune canzoni insieme a lui.
Nel 1971 ricevette il disco d'oro per il suo LP Will Ferdy canta Armand Preud'homme, nel 1979 un altro disco d'oro per Will Ferdy canta Jacques Brel e nel 1983 ottenne il disco di platino per aver venduto oltre 100.000 copie delle sue grandi hit.
Un premio dedicato alla canzone d'autore portò il suo nome: il Gran Premio Will Ferdy, vinto tra gli altri da Jan Puimège e Frank Dingenen. La competizione si svolgeva ogni quattro anni ma è stata interrotta per motivi finanziari.
Nel 2001 fu inserito nella Radio 2-eregalerij per la sua lunga carriera musicale. Nel 2004 la canzone Christine fu inclusa nella galleria d'onore dei classici fiamminghi di Radio 2 e Ferdy la incise nuovamente con il titolo Mijn Vriend, rivelando che il brano era dedicato al suo compagno scomparso, Raf.

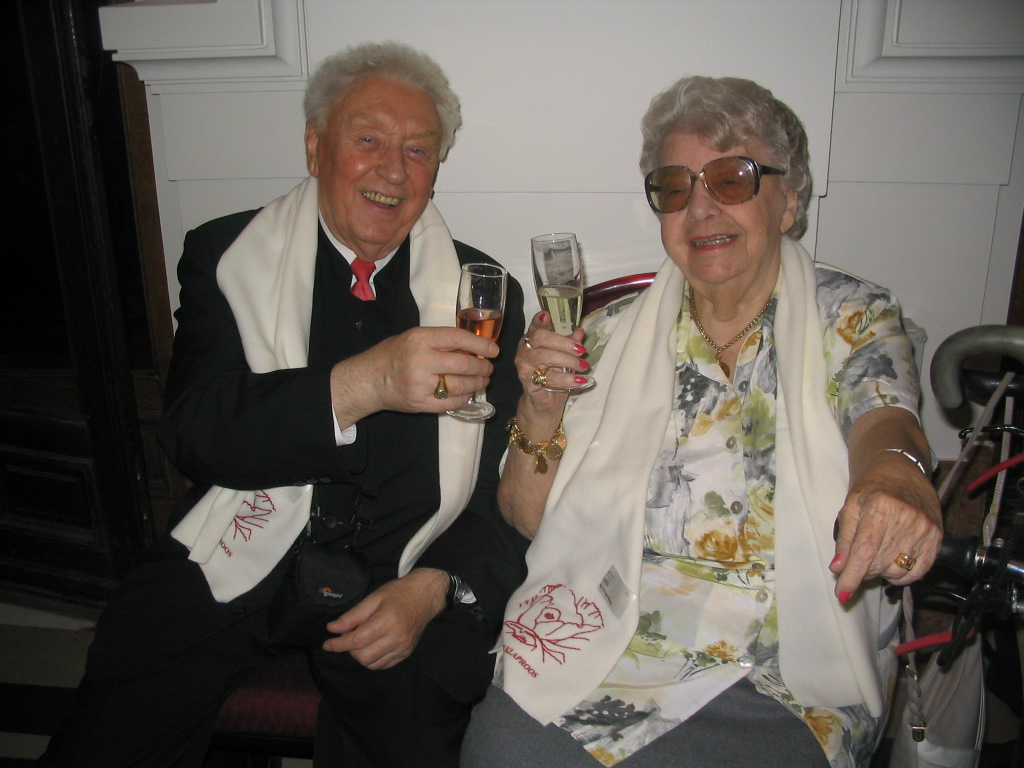
Will Ferdy con Ke Riema alla cerimonia di premiazione dei Gouden Klaprozen 2006 ad Anversa.

Nel 2005 si classificò al 644° posto nella versione fiamminga di De Grootste Belg, al di fuori della lista ufficiale di nominati. Nel 2006 vinse il premio Gay Krant, assegnato ogni quattro anni a coloro che si erano distinti nella lotta per i diritti LGBTQ+.
Negli ultimi dieci anni della sua carriera si esibì con il pianista Jürgen De Smet, che compose anche alcuni brani per i suoi album. Dal 2004 Jürgen fu non solo il suo accompagnatore dal vivo ma anche un collaboratore fisso per la produzione discografica. Contribuì alla realizzazione di sette album: Ik dacht ik heb mijn tijd gehad (2005), En de jaren gingen voorbij (2006), Een leven vol muziek (2007), Liedjes uit liefde (2007), Voor elk moment (2008), Bis (2011) e Nu en toen (2013).
Nel 2009 Ferdy recitò nel cortometraggio My Donna di Nicolaas Rahoens, in coppia con Jo Leemans.
Nel 2013 ricevette il Golden Lifetime Award dal comune di Aarschot per i suoi 65 anni di carriera.

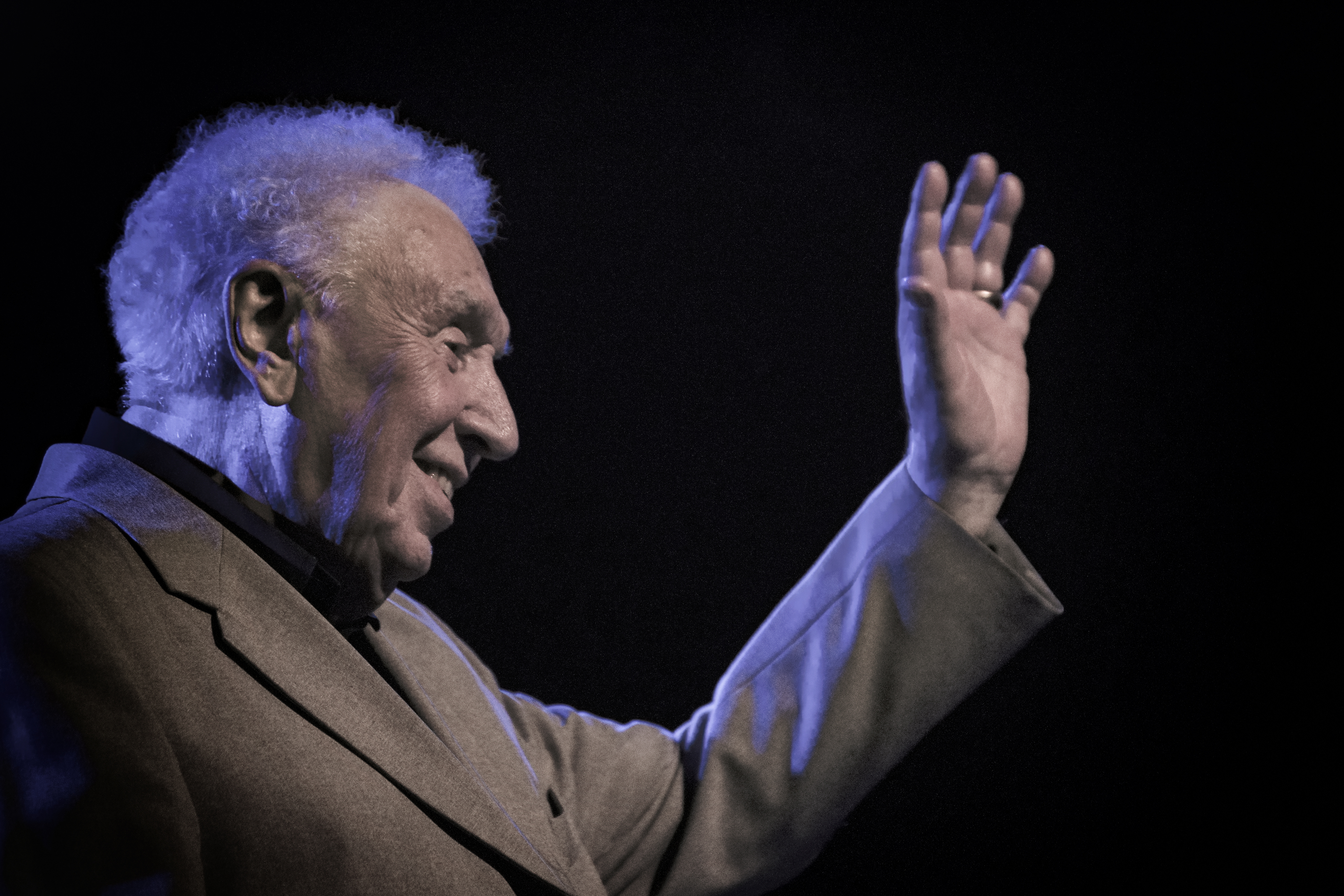
Will Ferdy durante il concerto d'addio nel 2013.

Il 17 novembre 2013 tenne un concerto esclusivo all'Hotel Lindner di Anversa, registrato in un DVD uscito il 9 marzo 2014, nel giorno del suo 87° compleanno. Il DVD contiene l'intero spettacolo e un documentario sulla sua vita.
Nel giugno 2014 si ritirò definitivamente dalle scene. Nel gennaio 2015 ricevette il premio alla carriera Çavaria Lifetime Achievement Award.
Ferdy soffriva della malattia di Parkinson e problemi cardiaci. Trascorse gli ultimi anni della sua vita in un appartamento a Linkeroever, ad Anversa, dove morì all'età di 95 anni. Il funerale si svolse il 19 novembre 2022 nella chiesa di Sant'Anna-ten-Drieën a Linkeroever e venne sepolto al Schoonselhof.